# 窣堵坡

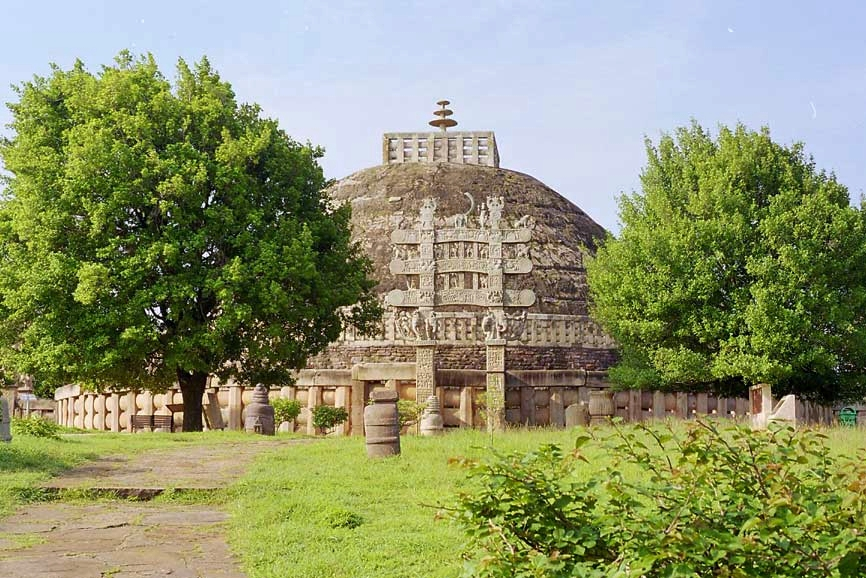
桑吉大塔

卒塔婆（梵文：स्तूप，stūpa；巴利文：Thūpa），又譯窣堵坡、窣都婆、窣堵波、私偷簸、塔婆、率都婆、素覩波、藪斗婆等，对中国影响最深的名称是卒塔婆，也就是“塔”的名称来源。爲印度地區墓地墳包式樣，後爲佛教所用；在印度、巴基斯坦、尼泊尔等南亚国家及泰國、緬甸等东南亚国家比较普遍。在佛教中因為通常是儲放佛陀、高僧舍利所用，故亦稱爲舍利塔、佛塔、浮屠塔。

## 起源
印度的卒塔婆原是埋葬如來佛祖释迦牟尼火化留下的舍利的一种佛教建筑，卒塔婆就是坟塚的意思。开始为纪念释迦牟尼佛，在佛誕、佛滅的地方都要建卒塔婆，随着佛教在各地的发展，在佛教盛行的地方也建起很多塔，争相供奉佛舍利。后来塔也成为高僧圆寂后埋藏舍利的建筑。

## 形式

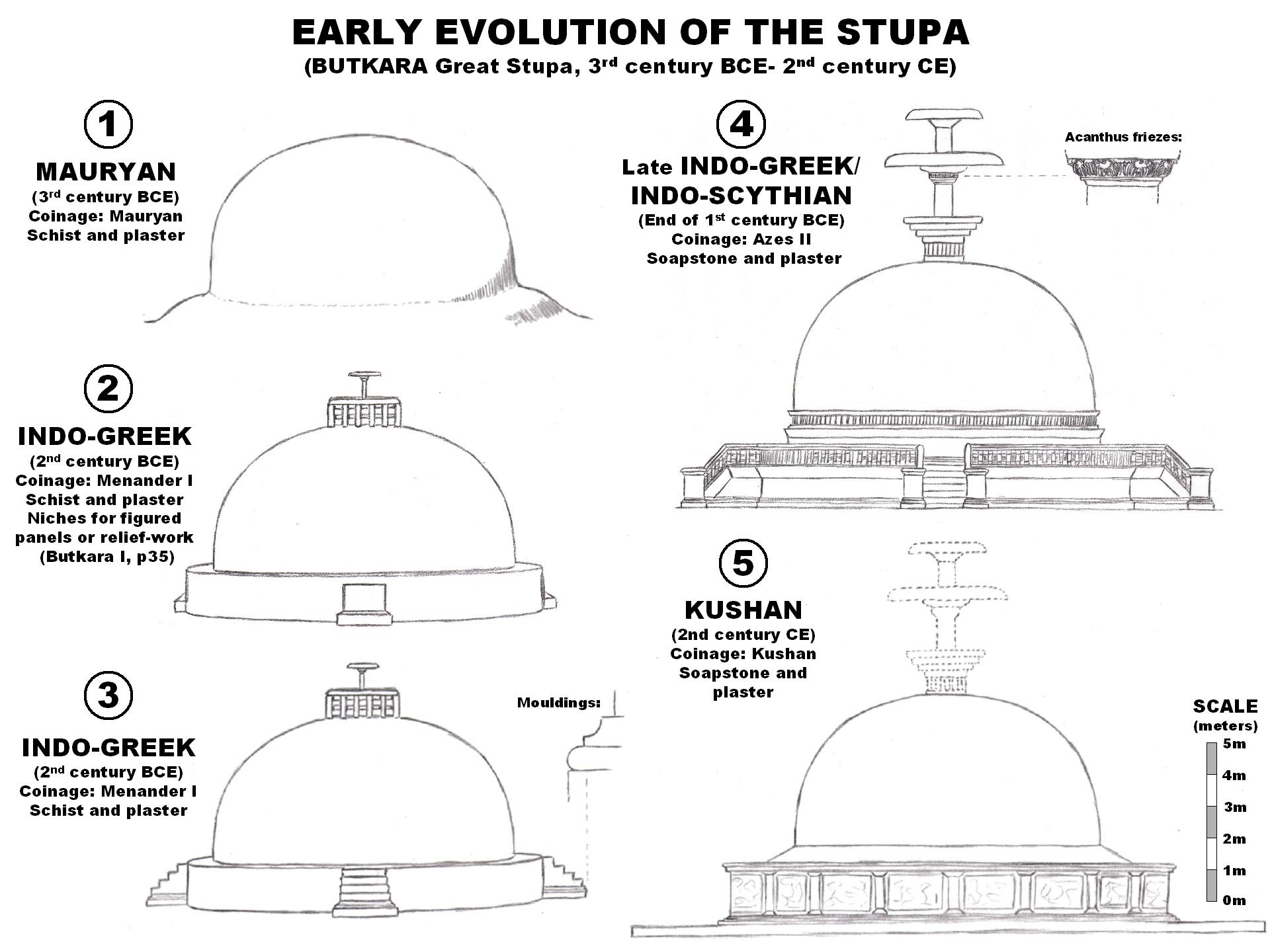
Butkara stupa 經歷孔雀帝國(例1)、印度-希臘王國(例2、3)、印度-斯基泰王國(例4)和貴霜帝國(例5)各時期的演化過程。

关于卒塔婆的形式，许多佛经都有记载，其中律部《根本说一切有部毗奈耶杂事》中记载：
我今欲於顯敞之處以尊者（指舍利弗）骨起窣堵波。得使眾人隨情供養。佛言長者隨意當作。長者便念。云 何而作。佛言應可用磚兩重作基。次安塔身上安覆缽。隨意高下上置平頭。高一二尺方二三尺。準量大小中豎輪竿次著相輪。其相輪重數。或一二三四 乃至十三。次安寶瓶。長者自念。唯舍利子得作如此窣堵波耶。為餘亦得。即往白佛。佛告長者若為如來造窣堵波者。應可如前具足而作。若為獨覺勿安寶瓶。若阿羅漢相輪四重。不還至三。一來應二。預流應一。凡夫善人但可平頭無有輪蓋

## 日本的塔
日本的塔多為五重塔・三重塔・多宝塔等。

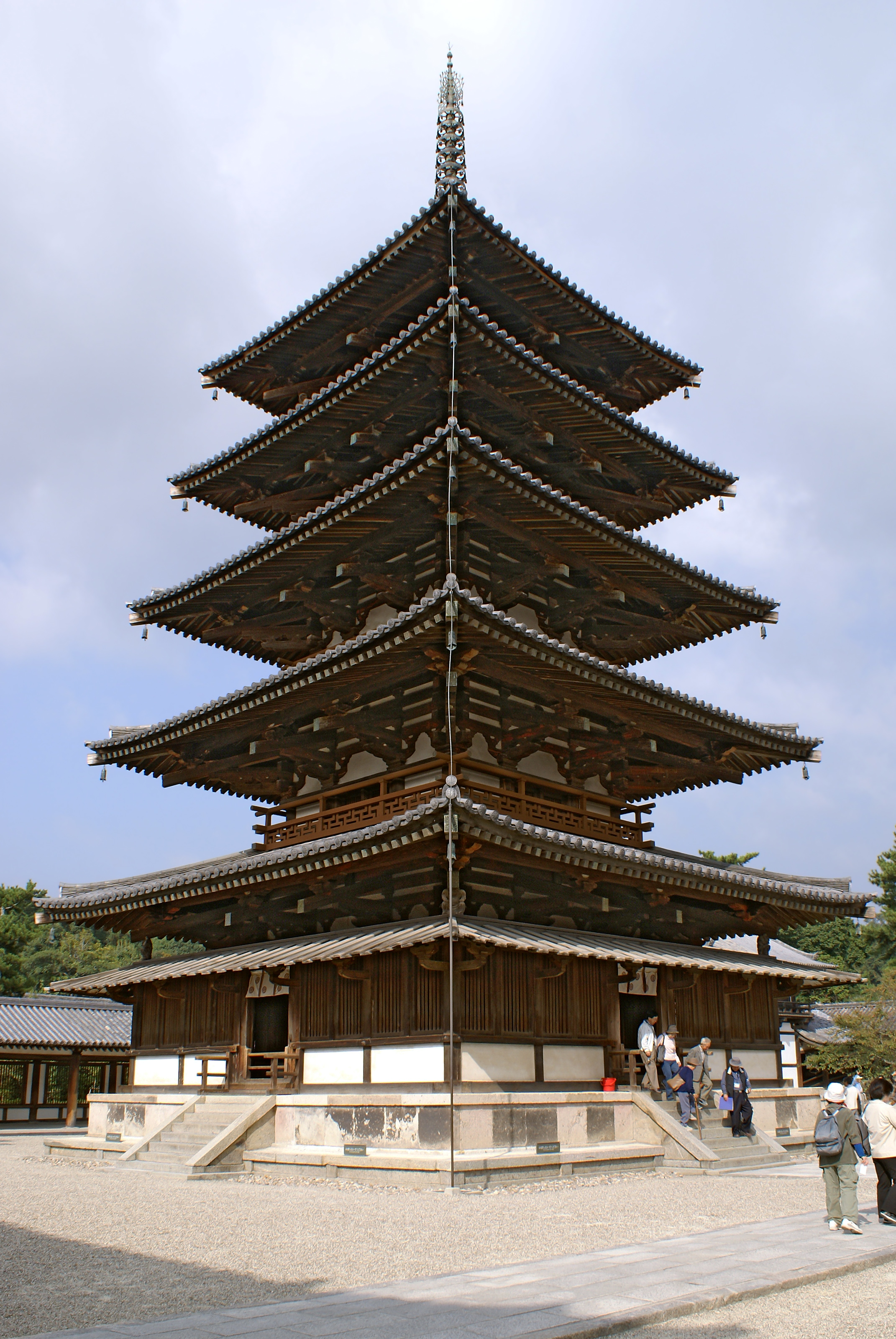
奈良法隆寺的五重塔
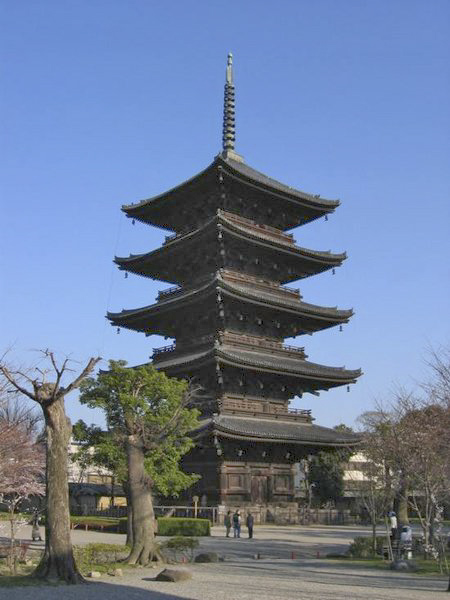
京都東寺塔:日本最大的五重塔
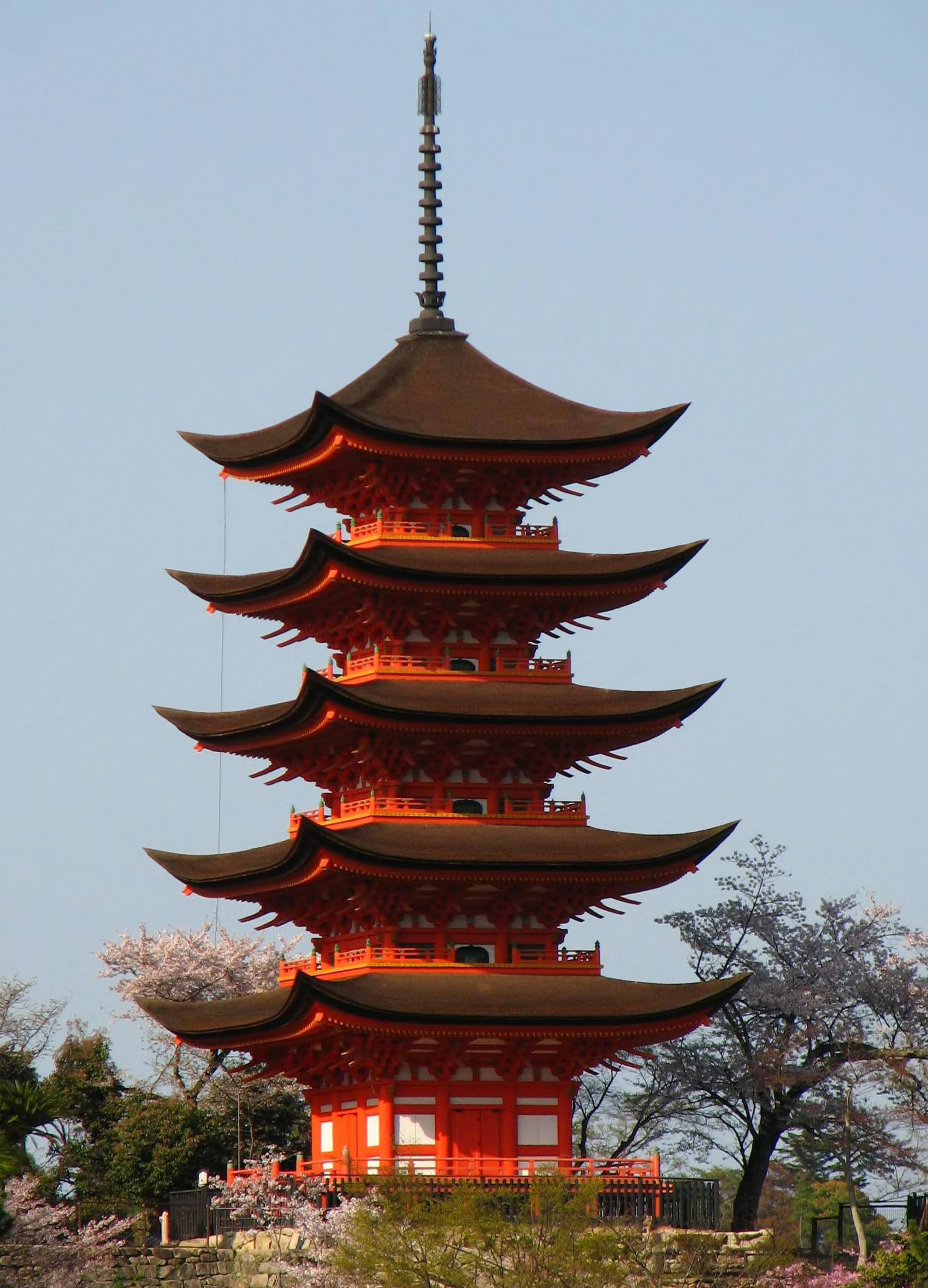
嚴島神社五重塔
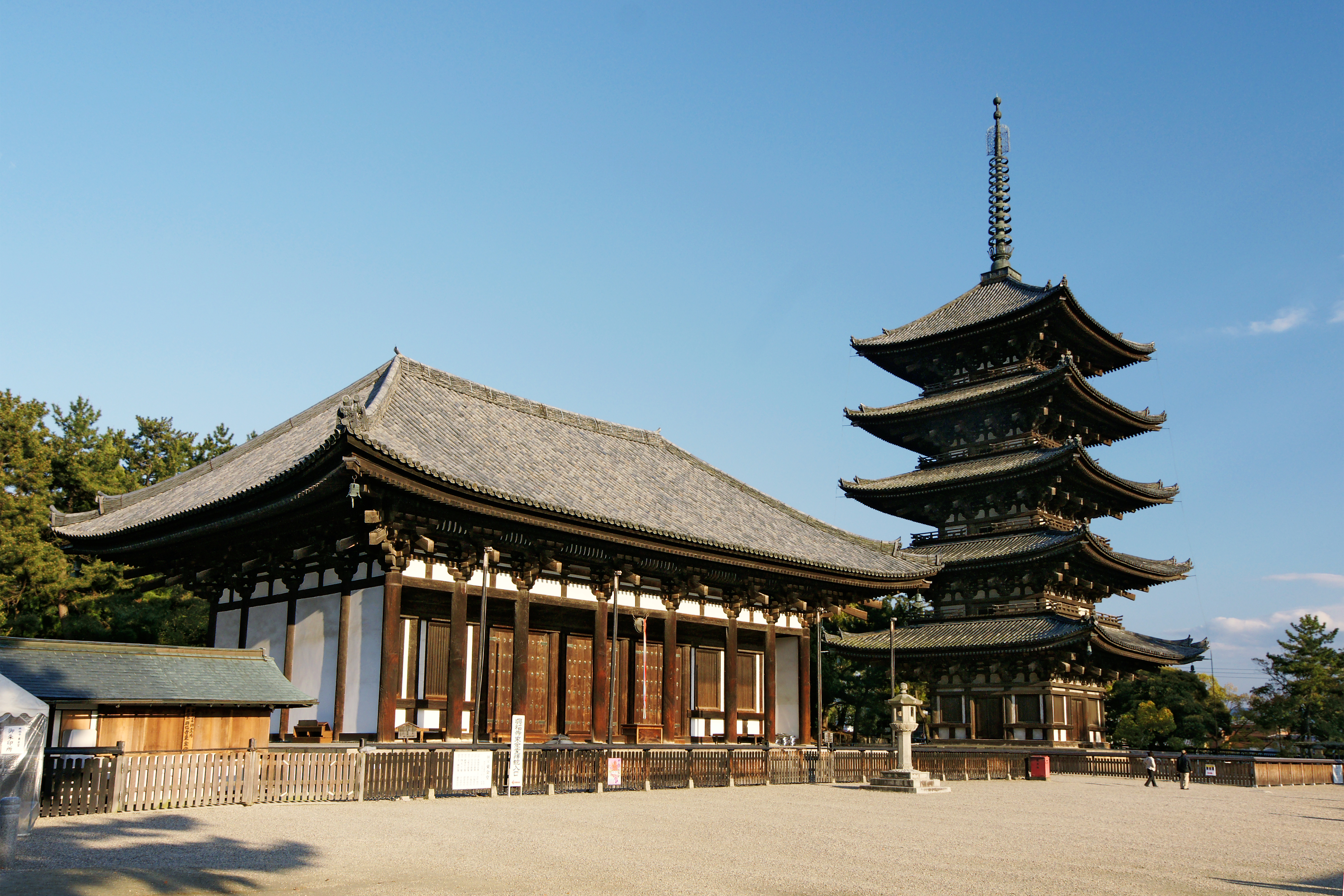
興福寺東金堂五重塔
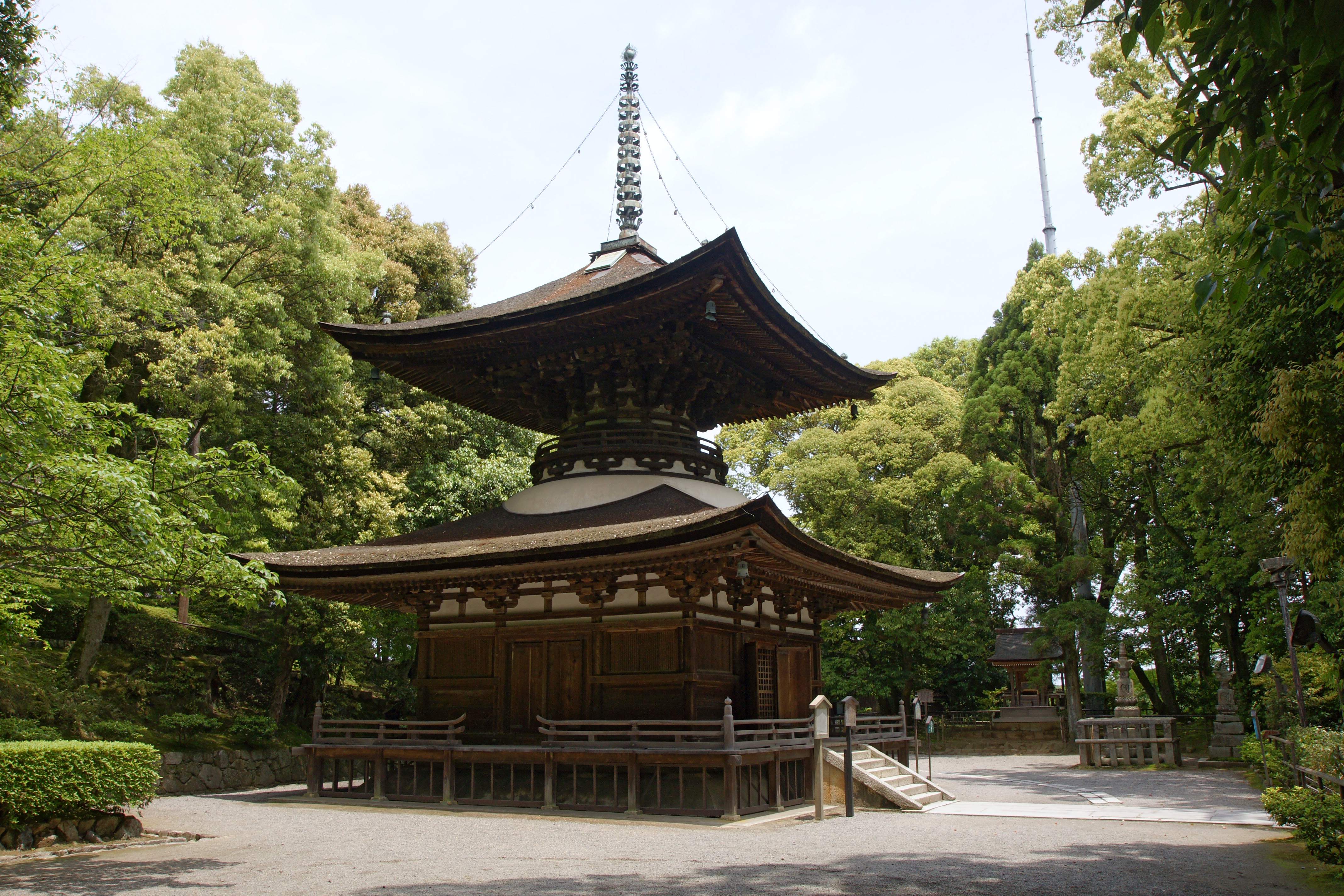
石山寺多寶塔（國寶）

## 传入汉地
东汉时传入中国的与当时中国本土的建筑相结合形成了中国的塔，尤其是舍利塔，古中国楼阁式塔的塔刹就是卒塔婆造型的。这类塔称为佛塔或浮屠塔。

### 各地知名建築
- 舍利塔 (桂林)，位于广西壮族自治区桂林市，是广西壮族自治区文物保护单位。
- 慈云寺塔 (赣州)，又称舍利塔，位于江西省赣州市，是全国重点文物保护单位。
- 栖霞寺舍利塔，位于江苏省南京市，是全国重点文物保护单位。
- 无垢净光舍利塔，位于辽宁省沈阳市，是辽宁省文物保护单位。
- 湖镇舍利塔，位于浙江省龙游县，是全国重点文物保护单位。
- 开福寺舍利塔，位于河北省景县，是全国重点文物保护单位。
- 鸠摩罗什舍利塔，位于陕西省户县，是全国重点文物保护单位。
- 宝轮寺舍利塔，位于河南省三门峡市，是河南省文物保护单位。
- 兴国寺舍利塔，位于河南省邓州市，是河南省文物保护单位。
- 延庆寺舍利塔，位于河南省济源市，是河南省文物保护单位。
- 禅林寺舍利塔，位于河北省赵县，是河北省文物保护单位。
- 武安舍利塔，位于河北省武安县，是河北省文物保护单位。
- 金山寺舍利塔，位于河北省涞水县，是河北省文物保护单位。
- 岳麓山舍利塔，位于湖南省长沙市岳麓山，是长沙市文物保护单位。

## 传入藏地
卒塔婆早期在汉地發展为覆钵式塔，再传入藏地，成为藏传佛教佛塔的典型样式。藏语称佛塔爲“曲登”（藏語：མཆོད་རྟེན་，威利转写：mchod-rten)。